# جیمز گرترز
جیمز گرترز (انگلیسی: James Gathers; ۱۷ ژوئن ۱۹۳۰ – ۱ ژوئن ۲۰۰۲) دونده اهل ایالات متحده آمریکا بود.